# Hof te Eksel
Het Hof te Eksel is een archeologische site in de tot de Oost-Vlaamse gemeente Aalst behorende plaats Moorsel.

## Geschiedenis
Het domein, dat in een bocht van de Molenbeek is gelegen, is het restant van het Hof te Eksel. Dit was oorspronkelijk de zetel van de heren van Moorsel. De oudst bekende heer, Bernerus van Moorsele, werd vermeld vanaf 1129, toen hij een van de twintig getuigen was in een oorkonde betreffende Ten Ede. Na 1257 werd het domein pas weer vermeld in 1400, en in 1457 werd het omschreven als den berch te Morsele ende gracht. Het oorspronkelijke mottekasteel had waarschijnlijk toen al zijn functie verloren en was geëvolueerd naar een omgrachte pachthoeve.
In 1975-1977 werden op deze plaats opgravingen verricht, waaruit de geschiedenis van het domein kon worden afgeleid. Van de 12e tot de 1e helft van de 14e eeuw heeft hier een omgracht en omwald mottekasteel gestaan dat mogelijk bestond uit een toren met een bovenbouw in vakwerk. Gedurende de 2e helft van de 14e eeuw zou het mottekasteel zijn opgegeven en werden hoevegebouwen opgericht die in de 15e en 16e eeuw in gebruik waren. Daarna bleef het gebied onbebouwd, maar de kasteelberg is behouden gebleven.